# Neochelidon tibialis
La golondrina patiblanca (Neochelidon tibialis) es una especie de ave paseriforme de la familia Hirundinidae propia de América del Sur y el sur de América Central. Es la única especie del género Neochelidon.

## Distribución y hábitat
Se encuentra en Bolivia, Brasil, Colombia, Ecuador, Guayana francesa, Panamá, Perú, Surinam y Venezuela.
Vive en el borde del bosque húmedo y en orillas rocosas o barrancos, en tierras bajas, por debajo de los 1.200 m de altitud.

## Descripción
Mide 12 cm de longitud y pesa entre 9,1 y 10,5 g. Su plumaje es gris opaco, gris parduzco a negro parduzco, con el pecho y el vientre más claros, grisáceos a blacuzcos y penachos blancos en los muslos . El oído, los lados del cuello, el iris, el pico y las patas son de color castaño oscuro.

## Alimentación
Se alimenta de insectos, que atrapa en vuelos rasantes.

## Reproducción
Nidifica en agujeros de las paredes rocosas o barrancos donde habitualmente duerme o en troncos secos.

## Subespecies
- Neochelidon tibialis tibialis, Mata Atlántica, del sudeste de Brasil.
- Neochelidon tibialis minima, selvas del Pacífico y otros bosques de Panamá y el occidente de Colombia y Ecuador.
- Neochelidon tibialis griseiventris, Amazonia.[5]